# Hadjina biguttula
Hadjina biguttula là một loài bướm đêm trong họ Noctuidae.